# Cmentarz przycerkiewny w Dziekanowie
Cmentarz przycerkiewny w Dziekanowie – nekropolia w Dziekanowie, utworzona na potrzeby miejscowej ludności unickiej w XVIII w., od 1875 prawosławna. Zlikwidowana w 1938 wraz z rozebraniem miejscowej cerkwi.

## Historia i opis
Data powstania cmentarza nie jest znana. Najprawdopodobniej powstał w połowie XVIII w. jeszcze na potrzeby parafii unickiej w sąsiedztwie miejscowej cerkwi. Przestał być użytkowany jako główny cmentarz wraz z założeniem nowego cmentarza w poł. XIX w., pozostając cmentarzem przycerkiewnym. Zmienił denominację na prawosławną wskutek likwidacji unickiej diecezji chełmskiej w 1875. W 1938 wraz z rozbiórką cerkwi został opuszczony, a po wojnie przeznaczony pod zabudowę.  
Na początku lat 90. XX wieku na terenie dawnej nekropolii jedynym w całości zachowanym nagrobkiem jest unicki grobowiec rodzinny z pierwszej połowy XIX w. Jest to grobowiec Józefa Grotthusa, pierwszego prezesa Towarzystwa Rolniczego Hrubieszowskiego, oraz jego małżonki, Tekli Grotthus z Jaszowskich. Ma on postać kopca ziemnego z kamiennym obeliskiem na wielostopniowym postumencie. 
Oprócz tego na dawnej działce cmentarnej obecnie stoi murowany budynek biblioteki, a przy południowo-zachodniej granicy dawnej nekropolii stoją pozostałe po niej lipy.